# 민원사무
민원사무(民願事務)란 민원인이 행정기관에 대하여 처분등 특정한 행위를 요구하는 사항에 관한 사무를 뜻한다.(민원법 제2조 제2호). 민원사무가 반드시 법적인 행위를 요구하는 사무만을 뜻하는 것은 아니다.

## 신청방식
민원의 신청은 문서로 하여야 한다. 다만, 대통령이 정하는 경우에는 구술 또는 전화, 전신, 모사전송 등 정보통신망으로 할 수 있다. 행정절차법도 처분을 구하는 신청은 문서로 함을 원칙으로 하고 있다.

## 처리결과의 통지
행정기관의 장은 민원인이 신청한 민원사항에 대한 처리결과를 민원인에게 문서로 통지하여야 한다. 다만 대통령령이 정하는 경우에는 구술 또는 정보통신망으로 통지할 수 있으며, 이 경우 민원인의 요청이 있는 때에는 지체 없이 처리결과에 관한 문서를 교부하여야 한다.

## 같이 보기
- 민원사무처리에 관한 법률